# 仄見える少年
『仄見える少年』（ほのみえるしょうねん）は、松浦健人・後藤冬吾による日本の漫画。『週刊少年ジャンプ』（集英社）において、2020年39号から2021年18号まで連載された。2021年7月現在で累計発行部数25万部を突破している。

## あらすじ
警察官の父と看護師の母を持つ少女・哀別理玖は、危険を察知出来る能力を持っており、その能力を生かして人助けをしていた。
そんなある日、理玖は学校で有名な霊感少年・片儺木伊織に声をかけられ、空き教室に呼び出される。理玖はそこで伊織から、理玖が「霊怪（れいかい）」と呼ばれる存在に取り憑かれていること、実際に理玖に話があるのは伊織の姉・片儺木夜生の方であることを聞かされる。そこに夜生から電話がかかって来て、理玖が霊怪に取り憑かれた電車に行くようにと二人に言う。電車に乗っていた二人は、突如として異空間に誘い込まれ、更に電車ごと霊怪に取り囲まれる。そこに夜生から再び電話がかかり、理玖の本当の力が明かされる。理玖の本当の能力は『霊怪を引き寄せてしまう』という物だったのだ。自身の能力のせいで周りを危険に晒していたことにショックを受けた理玖は、突如現れた霊怪から伊織を庇い、囚われてしまう。そんな理玖にシンパシーを感じた伊織は、自身に取り憑いている霊怪・隠形鬼（おんぎょうき）を召喚して霊怪を倒す。
だが一安心も束の間、理玖は今後も霊怪に狙われる可能性があるとされ、伊織は理玖を守るように夜生から命じられる。普通になりたいけど明らかに普通じゃない伊織と、人助けをしたいけど人を危険に晒す能力を持つ理玖。想いと一致しない能力を持つ二人の奇想天外な放課後が幕を開ける。

## 登場人物
声はジャンプ公式YouTubeチャンネルのボイスコミックのもの。

### 主要人物
片儺木伊織（かたなぎ いおり）
声 - 下川涼
本作の主人公。落ち着いた雰囲気の霊怪を祓う霊媒師の少年。影を操る能力の使い手で、操るのが難しい隠形鬼（おんぎょうき）を使役出来る。普通の少年として過ごしたいという願望があるが、隠形鬼がついているので無理である。
高校二年生。10月15日生まれ。身長170cm（自己申告）。メロンパンとコーヒー牛乳が好き。読切版の設定では犬派らしい。
姉の片儺木夜生が率いる霊媒師集団「隠」（なばり）の一人。
霊媒師集団「神霊会」が70人以上の霊媒師でも祓えなかった霊怪「件（くだん）」を、姉の夜生と２人で祓った事がある。
姉の夜生と共に鬼指姫の百鬼夜行を黒雷で祓った。
中学２年の時に夜生の紹介で雪月風花を守る事になる。当時の伊織は隠形鬼をうまく操作出来ず、霊障になっていたのを雪月風花が1年間治していた。
中学3年の時、千手童子と戦いの後、力を使い尽くし黒髪が白髪になり、隠形鬼に飲み込まれそうになった伊織を風花が救ったが、取り込んだ霊障が全身に回り、大切な人だった風花は命を落とした。
上記の1件でひねくれてしまい、他人の為には動かず、自分の為に働くといった少々自己中心的な性格になってしまった。それまでは普通の霊媒師だった。霊怪で重厄指定されているものを祓うと、高額な金額がもらえるので貯金も２千万ある。
姉の夜生には逆らえないほどメンタルが弱い所もあり、御札の貼ってある学校の空き部屋で姉の依頼で霊怪を祓う霊媒師を続けていた。
理久に出会い前向きになり始め、宿敵・千手童子が現れ退けるが逃がしてしまい、闘志を突き動かす事になる。
力を使い過ぎると隠形鬼が暴走し飲み込まれそうになるが、理久の分霊結界を纏う事で飲み込まれなくなった 。
- 隠形鬼（おんぎょうき）扉を鍵で開けると使役出来る巨大な影の鬼
- 黒畏怖刀（くろいふがたな）影の刃を展開させる。
- 影踏み（かげふみ）巨大な影の足を伸ばして相手を踏んで動きを封じる。
- 影写し（かげうつし）祓った霊怪を使役出来る。（大首（３話）や手形人形（読切）を使用して見せている。）
- 影合わせ（かげあわせ）相手の影に自身の影を重ねることによって、 相手の意識に干渉することが出来る。
- 影薄し（かげうすし）影を薄くし存在を薄くする。
- 影塞ぎ（かげふさぎ）影を負傷した場所に集め塞ぐ。（ただし力を使い過ぎると出来ない）

哀別理久（あいべつ りく）
声 - 宮島えみ
本作のヒロイン。警察官の父親と看護師の母親を持ち、その両親の影響で人助けが好きな心優しい少女。さらに危険を察知するという能力も持っている。
高校二年生。6月30日生まれ。身長160cm。
霊怪を引き寄せる「招き手」の力を持つ。霊怪を意識していたので危険を察知出来ていた。招き手の力を持つものは、霊媒師の保護対象になることから伊織の護衛を受けることになる。1話で電車に乗っている時に大首に遭い飲み込まれそうになったのを伊織が祓った。
招き手である理久は、霊媒師になることが出来ないのが事実。 それでも、誰かのために動いてもいいのだと伊織のおかげで知った理久は、自分に出来ることを見つけたいと強く思っている事を夜生に伝える。 夜生は理久の気持ちを聞くと、理久には招き手の戦い方を特訓。
霊怪を意識し、特殊な指輪を付けて、霊怪を掴み包む事を完成させ、分霊結界を習得した。
　・分霊結界（ぶんれいけっかい）-霊怪と人とを分ける結界を玉状に作る。霊障治療も出来る。一部分を残して結界を作る事が出来る。大きい玉を作るのは時間がかかる。

片儺木夜生（かたなぎ やよい）
声 - 山田唯菜
伊織の姉。霊媒師の中でもトップクラスの実力を持つ。露出の多い黒のワンピースを着ており、両目をお札のようなもので覆っている。鍵を使わなくても百目鬼（どうめき）を使役出来て、霊障も負わない。ミステリアスな雰囲気を持つ大人の女性。読切版の設定では猫派らしい。
霊媒師集団「隠」（なばり）のリーダー。片儺木伊織・大井川研磨を含む７人と少数だが、かなりの実力者ぞろい。
百目鬼（どうめき）百個の目がある球体状の鬼を雷と共に使役する。雷を落としたり、大量の霊怪を違う場所へ送る事が出来る。瞬間移動も出来て、他人も移動させる事も可能。ただし、他人を移動させる場合は制御が必要なので移動が完了するまでは動けない。 相手の心の声を読む事が出来る。見知らぬ相手にも携帯電話に連絡出来る。黒瀬が運転中の車をコントロールしたこともある。
伊織が中２から中３の間は海外に行っていた。伊織がひねくれた後は愚弟と呼ぶ。
伊織と鬼指姫の百鬼夜行を黒雷で祓ったが、鬼指姫には逃げられている。
霊媒師集団「神霊会」が70人以上の霊媒師でも祓えなかった霊怪「件（くだん）」を伊織と２人で祓った事がある。千手童子にも警戒されている。
- 神隠し（かみかくし）使役する巨大な目によって見つめた対象の 事象を捻じ曲げることができる。
- 黒雷（くろいかづち）片儺木夜生＆片儺木伊織の合体技。夜生が使役する巨大な目に弟がありったけの影を送り込むことで、空中に円環状に展開させた巨大な目たちから一斉に雷を降らせる。 百鬼夜行さえも祓ったことがあるという。 伊織の体力の消耗が激しい。 

佐竹与次郎（さたけ よじろう）
声 - 川島零士
高校一年生。8月17日生まれ。身長179cm。糸目とフード付きパーカーが特徴。伊織の後輩で、情報収集が専門の霊媒師。3話で逆柱（さかばしら）の依頼を持ってくる。
霊媒師集団「隠」（なばり）と霊媒師集団「神霊会」（こうれいかい）の仲介役兼後始末担当。キツネのお面を付けている。

大井川研磨（おおいかわ けんま）
声 - 長岡弘平
高校二年生。4月21日生まれ。身長175cm。主人公の姉、片儺木夜生率いる霊媒師集団「隠」（なばり）の一人。伊織の同僚の霊媒師。眼鏡をかけ、クールな少年。4話の三顔鏡（さんがんきょう）を祓う時に登場。伊織とは中学生の頃からの知り合いで、仲は悪いが、根の部分ではお互いを認め合っている。
扉を鍵で開けると錫杖を使い、小さい頃から3匹の天狗を使役。世話好きのお節介。天狗シッター。
- 魔縁（まえん）神通力を使って天狗達を自身の意思で導く奥義。 近距離の方が効果は精度は高くなる。複数の天狗がいれば天狗同士を等間隔に配置することが精度を保つことが可能。
- 倒木斬り（とうぼくぎり）自身の錫杖に巨大な神通力の刃を 展開させる。
- 天魔凶星（てんまきょせい）天狗たちを集め、自分自身を神通力を包み込んでそのまま突撃を行う。巨大な一撃から、さらに天狗たちが突撃を行ってくれる。

黒瀬千尋（くろせ ちひろ）
27歳。1月6日生まれ。身長177cm。霊媒師集団「神霊会」（こうれいかい）所属。夜生と組んだことがあるという霊媒師業界の若きエース（自称）。女性を口説きながら、調査する。
霊媒師だった同じ霊怪ライター使いの恋人が霊怪に殺されている。遺言により、誰かを救う霊媒師を信念とする。霊怪ライターを使用しているため、霊障にはならない。
新人の時、神霊会の先輩で虫使いの霊媒師、白瀬実に殺されかけるが、灯矢で白瀬の鍵を砕き、夜生の百目鬼で勝利する。
招き手失踪事件で伊織と組む。伊織の事を影坊主と呼ぶ。
人形館で伊織達が戦っている時、虫の知らせに取り込まれた白瀬実と再戦し祓った。
- 灯矢（ともしや） 霊怪ライターに火をともして吹きかけることによって、 強力な火炎を矢のように繰り出す。 
- 華火（はなび）灯矢（ともしや）を連弾で繰り出す。 
- 炎陣（えんじん）円陣状に炎を放出する。伊織の影合わせの時に回りを明るくし、強化した。
- 炎壁（えんへき））炎で壁を作る。

小町つむじ（こまち つむじ）
12月25日生まれ　高校１年　153cm　
伊織に助けられた事がある。霊怪鎌鼬に飲み込まれそうになった少女。寒崎成堂から救出した。伊織の影合わせ後、理久の分霊結界で元に戻った。基本的に明るく元気な性格で、伊織が大好き。

白瀬実（しらせ　みのる）
元霊媒師集団「神霊会」（こうれいかい）所属していた黒瀬の先輩で「虫使い」の霊媒師。 複数の霊怪虫を殺し合わせ強力な霊怪を作るという事をしていた。その試用として霊媒師を襲わせ6人殺した。黒瀬千尋を殺そうとしたが、灯矢で鍵を砕かれ、夜生の百目鬼の前に敗北した。  逃げる際、千手童子により強制的に虫の知らせの霊怪と同化させられた。
　
赤間盛継（あかま　もりつぐ）
神霊会の幹部。スキンヘッドにお経の入れ墨が施されている強面の形相。極度の心配性。故に車の運転は下手。
4月25日生まれ　37歳　188cm
近藤亜希（こんどう　あき）
霊媒師集団「神霊会」（こうれいかい）所属の女性。黒瀬の部下。車の運転は荒い（自分では上手いと思っている）。狗賓と散歩する。めんどくさがり屋。
3月27日生まれ　22歳　159cm　  扉を鍵で開けると鎖を使い狗賓（ぐひん）を使役。霊怪の鎖を使用しているため、霊障にはならない。
・咀嚼礫(そしゃくつぶて）神通力を咀嚼して、それをより強力な塊にして 吐き出す。大砲のような破壊力がある。
・神威体現(トランス）「鎖狗賓」に自身の腕を噛ませることによって、 自身に神通力を宿らせて強化をおこなう。 かなりの身体的に負担がかかってしまう。

雪月風花（ゆきづき　ふうか）
霊障を取り込める能力を持つ、「招き手」の少女。享年20歳。2月28日生まれ。身長169cm。
伊織と同じ年の弟がいたが、自身が引き寄せた霊怪に殺される。弟に似ている伊織を守りたいと思い霊障を取りこんでいた。
伊織が中学２年の時に夜生の紹介で守ってもらう事になる。当時の伊織は隠形鬼をうまく操作出来ず、霊障になっていたのを1年治していた。
伊織が中学３年の時、千手童子と戦いの後、力を使い尽くし隠形鬼に飲み込まれそうになった伊織を救ったが、取り込んだ霊障が全身に回り、命を落とした。

寒崎成堂（かんざきせいどう）
神崎正道（かんざきまさみち）は偽名であり、本名は寒崎成堂 82歳 しかし度重なる医療ミスによって医学界を追放されるも、医者を続けて悪行三昧。若返って人生をやり直すチャンスを、千手童子より腕をもらい小町を霊怪に取り込もうとした。千手童子の信者。
小町を霊怪に取りこみ失敗後、人形遣いと雨男に殺される。

レタ
千手童子の5人の宿し手の一人。人形遣いの少女。人形に宿った霊怪を感じ取る事が出来るのを千手童子が目をつけた。 エミリアという女性型の長身の人形の中に潜んでいる。エミリアとは強い絆で結ばれている。対象相手の人形を作り、その人形を壊した部分が相手にダメージを与えられる。殺すことも出来る。
人形神（ひんながみ）を伊織がぶった切り、千手童子から切り離し保護した。
・黒触穢（くろしょくえ）黒い小さな人形の形代。衝撃波を発して攻撃することができる。
・白触穢（しろしょくえ）白い小さな人形の形代。相手の攻撃をそらすことができる。
・黒触穢の囲い(くろしょくえのかこい）黒触穢を相手を囲うように30以上展開させて、そこから発せられる衝撃波で 全方位から攻撃をする。相手がそこに踏み込むことで発動するトラップ型。
・白触穢の囲い(しろしょくえのかこい）自身の周囲に白触穢を大量に配置して防御を固めるというもの。
・人形神（ひんながみ）大量の紐で作られた人形。人形の霊怪の中では最高クラスの、重厄霊怪。口からけがれを吐き攻撃する。
雨男
千手童子の5人の宿し手の一人、小柄の少年。牙の付いたマスクを着けている。
霊怪「人魚」に恋した少年。霊媒師に祓われそうになった人魚を助けようとして、瀕死の重傷を負う。群像劇に助けられ、千手童子の元へ。千手童子と人魚の霊怪と同化した。群像劇になつく。水を自由自在に操る事が出来、魚の霊怪を生み出せる。
群像劇
千手童子5人の宿し手の一人、青年男性。
元霊媒師。針使い。針で刺した相手の能力をコピー出来る。コピーの精度は相手との親密度によって高まる。故郷の霊媒師の村が謎の霊媒師によって消されたため、その霊媒師を殺すため、千手童子と同化する。
鬼指姫
千手童子5人の宿し手の一人。
生まれながら鬼に好かれた女性。角が額にある。無数の霊怪の鬼を呼ぶ事が出来る。金鬼・水鬼・風鬼を操る。全ての霊怪の鬼を従える事が目的。そのため、伊織の隠形鬼と夜生の百目鬼を狙い、百鬼夜行を行うも夜生に敗れるが逃げ切った。さらなる力を求めて千手童子と同化する。
虫の知らせ
千手童子5人の宿し手の一人。
虫使いの霊媒師、白瀬実が千手童子により強制的に霊怪と同化させられた。様々な虫の霊怪を操る事が出来る。
千手童子（せんしゅどうじ）
伊織と因縁がある敵。片儺木伊織が中学3年の時対峙。片儺木伊織が守っていた招き手の少女が片儺木伊織を助けるため、犠牲になった。
招き手失踪事件にて、再度対峙するも、逃がしてしまう。人間の身体と同化している。招き手と同化出来る手段を見つけ、次の身体を探している。
千人の座敷童を最後の一体になるまで殺し合わせ強力な霊怪を作るという外法により出来た霊怪。霊怪を大きくする事が出来る。
5人の宿し手がおり、「人形遣い」「雨男」「鬼指姫」「虫の知らせ」「群像劇」がいる。軍団を作ろうとしている。
- 死声虫（しせいちゅう）人に取りつくとその人が会いたい死者の声を聴かせて乗っ取る虫。乗っ取られると巣に連れていかれ殺される。 
- 加護合掌印 夜行ノ門（かごがっしょういん やぎょうのもん）空間に腕を使って円を作り、その円の中から大きくした魍魎を呼び出す。

藤咲ともか（ふじさきともか）
第2話に登場。伊織のクラスメイト。丸メガネを掛け、ヘアバンドを付けている。
一階の空き教室に巣食っていた、人さらいの霊怪である宿章魚に呼ばれてしまう。伊織に相談に来て、無事助けられる。
七瀬宮子（ななせみやこ）
読切版に登場。左右に跳ねた亜麻色の髪と、大きな丸メガネが特徴。猫派。
轆轤首（ろくろくび）に目を付けられ、黒猫に守ってもらっていた。

## 用語
霊怪（れいかい）
普段は人には見えず、いわくつきの場所や普段と違う行動をする事で遭ってしまう悪霊の一種。
奇妙な現象を起こす人でないものたちを指す。見るための条件は遭う事だけである。時に人に取り憑き命を奪ってしまう事もある。
①赴く（いわくつきの場所（心霊スポット）や普段と違う行動（人気のない道を通るなど）をする。霊怪と目が遭っても同じ。)  ②呼ぶ（こっくりさんなど）  ③触る（封印されているものを解除するなど）
霊障（れいしょう）
　霊怪に傷つけられたり飲み込まれる際に起きる傷。

招き手（まねきて）
　霊怪を引き寄せる力を持つ人間の事を指す。霊怪を意識すると危険を察知出来る。
　招き手の力を持つものは、霊媒師の保護対象になる。
　伊織のいる御札の貼ってある学校の空き部屋にたどりつける。霊怪に合わないと辿り着けない。（哀別の時は伊織から呼んだ）
①哀別 理久（上記参照）
②古樹 生華（こじゅ せいか）招き手失踪事件で死声虫（しせいちゅう）に飲み込まれそうになった女性。母親が死んだばかりのところを狙われた。
③瓜田 李花（かでん りか）招き手失踪事件で千手童子に道案内をさせられた女性。千手童子に捕らわれた一人。
④木谷家 祥子（きやか しょうこ）招き手失踪事件で千手童子に捕らわれた女性の一人。
⑤登見 香美（とみこ うみ）招き手失踪事件で千手童子に捕らわれた女性の一人。
⑥雪月 風花（上記参照）

扉を鍵で開ける条件
　①「処」（ところ）を知る事。霊怪が潜む場所を探し出す。
　②「姿」（すがた）が見える事。霊怪と直に向かい合う。
　③「忌み名」（いみな）を唱える。霊怪の名を唱える。
　呼びだしたのに相手がいないと巨大か多数の場合、使役した霊媒師が殺される。（主従関係があり、小さく少数なら問題なし）

## 書誌情報
- 後藤冬吾（原作） / 松浦健人（漫画）『仄見る少年』集英社〈ジャンプ・コミックス〉、全4巻
  1. 「霊感少年」2020年12月4日発売[1]、ISBN 978-4-08-882515-1
  2. 「招き手失踪事件」2021年2月4日発売[2]、ISBN 978-4-08-882551-9
  3. 「人形館」2021年4月30日発売[3]、ISBN 978-4-08-882641-7
  4. 「仄かに見えるもの」2021年7月2日発売[4]、ISBN 978-4-08-882711-7